# 관음중학교
관음중학교(觀音中學校)는 대한민국 대구광역시 북구 관음동에 있는 공립 중학교이다.

## 학교 연혁
- 1992년 7월 25일 : 관음여자중학교 설립인가(10학급)
- 1993년 3월 1일 : 초대 강근창 교장 취임
- 1996년 2월 10일 : 제1회 졸업식(562명)
- 2001년 3월 1일 : 남녀공학으로 교명 변경(관음중학교)
- 2001년 3월 1일 : 교훈 일부 변경(아름답게 → 건강하게)
- 2007년 12월 6일 : 학교도서관 현대화(글빛마루 이전, 개관)
- 2020년 9월 1일 : 제13대 이근식 교장 취임
- 2021년 2월 5일 : 제26회 졸업식(143명, 총 졸업생 수 9,993명)
- 2022년 2월 4일 : 제27회 졸업식 (122명)
- 2022년 3월 2일 : 제30회 입학식 (80명)

## 참고 자료
- 관음중학교 - 한국교육학술정보원 학교알리미